# Lancer du poids aux championnats d'Europe d'athlétisme
Pour un article plus général, voir Championnats d'Europe d'athlétisme.
Le lancer du poids masculin fait partie des épreuves inscrites au programme des premiers championnats d'Europe d'athlétisme, en 1934, à Turin. L'épreuve féminine fait son apparition dès l'édition suivante, en 1938, à Paris.
Avec trois médailles d'or remportées consécutivement de 2012 à 2016, l'Allemand David Storl est l'athlète le plus titré dans l'épreuve masculine. L'ex-Soviétique Nadejda Tchijova est la plus titrée chez les femmes avec quatre titres européens (de 1966 à 1974).
Les records des championnats d'Europe appartiennent chez les hommes à l'Italien Leonardo Fabbri (22,45 m en 2024), et chez les femmes à l'Ukrainienne Vita Pavlysh (21,69 m en 1998).

## Palmarès

### Hommes
| Édition | Or                              | Argent                           | Bronze                   |
| ------- | ------------------------------- | -------------------------------- | ------------------------ |
| 1934    | Arnold Viiding 15,19 m          | Risto Kuntsi 15,19 m             | František Douda 15,18 m  |
| 1938    | Aleksander Kreek 15,83 m (CR)   | Gerhard Stöck 15,59 m            | Hans Woellke 15,52 m     |
| 1946    | Gunnar Huseby 15,56 m           | Dmitriy Goryainov 15,25 m        | Yrjö Lehtilä 15,23 m     |
| 1950    | Gunnar Huseby 16,74 m (CR)      | Angiolo Profeti 15,16 m          | Otto Grigalka 15,14 m    |
| 1954    | Jiří Skobla 17,20 m (CR)        | Otto Grigalka 16,69 m            | Heino Heinaste 16,27 m   |
| 1958    | Arthur Rowe 17,78 m (CR)        | Viktor Lipsnis 17,47 m           | Jiří Skobla 17,12 m      |
| 1962    | Vilmos Varjú 19,02 m (CR)       | Viktor Lipsnis 18,38 m           | Alfred Sosgórnik 18,26 m |
| 1966    | Vilmos Varjú 19,43 m (CR)       | Nikolay Karasyov 18,82 m         | Wladyslaw Komar 18,68 m  |
| 1969    | Dieter Hoffmann 20,12 m (CR)    | Heinz-Joachim Rothenburg 20,05 m | Hans-Peter Gies 19,78 m  |
| 1971    | Hartmut Briesenick 21,08 m (CR) | Heinz-Joachim Rothenburg 20,47 m | Wladyslaw Komar 20,04 m  |
| 1974    | Hartmut Briesenick 20,50 m      | Ralf Reichenbach 20,38 m         | Geoff Capes 20,21 m      |
| 1978    | Udo Beyer 21,08 m (CR)          | Aleksandr Baryshnikov 20,68 m    | Wolfgang Schmidt 20,30 m |
| 1982    | Udo Beyer 21,50 m (CR)          | Jānis Bojārs 20,81 m             | Remigius Machura 20,59 m |
| 1986    | Werner Günthör 22,22 m (CR)     | Ulf Timmermann 21,84 m           | Udo Beyer 20,74 m        |
| 1990    | Ulf Timmermann 21,32 m          | Oliver-Sven Buder 21,01 m        | Georg Andersen 20,71 m   |
| 1994    | Aleksandr Klimenko 20,78 m      | Oleksandr Bagach 20,34 m         | Roman Virastyuk 19,59 m  |
| 1998    | Oleksandr Bagach 21,17 m        | Oliver-Sven Buder 20,98 m        | Yuriy Bilonoh 20,92 m    |
| 2002    | Yuriy Bilonoh 21,37 m           | Joachim Olsen 21,16 m            | Ralf Bartels 20,58 m     |
| 2006    | Ralf Bartels 21,13 m            | Joachim Olsen 21,09 m            | Rutger Smith 20,90 m     |
| 2010    | Tomasz Majewski 21,00 m         | Ralf Bartels 20,93 m             | Māris Urtāns 20,72 m     |
| 2012    | David Storl 21,58 m             | Rutger Smith 20,55 m             | Asmir Kolašinac 20,36 m  |
| 2014    | David Storl 21,41 m             | Borja Vivas 20,86 m              | Tomasz Majewski 20,83 m  |
| 2016    | David Storl 21,31 m             | Michał Haratyk 21,19 m           | Tsanko Arnaudov 20,59 m  |
| 2018    | Michał Haratyk 21,72 m          | Konrad Bukowiecki 21,66 m        | David Storl 21,41 m      |
| 2022    | Filip Mihaljević 21,88 m        | Armin Sinančević 21,39 m         | Tomáš Staněk 21,26 m     |
| 2024    | Leonardo Fabbri 22,45 m (CR)    | Filip Mihaljević 21,20 m         | Michał Haratyk 20,94 m   |

### Femmes
| Édition | Or                              | Argent                                | Bronze                       |
| ------- | ------------------------------- | ------------------------------------- | ---------------------------- |
| 1938    | Hermine Schröder 13,29 m        | Gisela Mauermayer 13,27 m             | Wanda Flakowicz 12,55 m      |
| 1946    | Tatyana Sevryukova 14,16 m (CR) | Micheline Ostermeyer 12,84 m          | Amelia Piccinini 12,22 m     |
| 1950    | Anna Andreyeva 14,32 m (AR)     | Klavdiya Tochenova 13,92 m            | Micheline Ostermeyer 13,37 m |
| 1954    | Galina Zybina 15,65 m (CR)      | Maria Kuznetsova 14,99 m              | Tamara Tychkevitch 14,78 m   |
| 1958    | Marianne Werner 15,74 m (CR)    | Tamara Tychkevitch 15,54 m            | Tamara Press 15,53 m         |
| 1962    | Tamara Press 18,55 m (WR)       | Renate Garisch 17,17 m                | Galina Zybina 16,95 m        |
| 1966    | Nadezhda Chizhova 17,22 m       | Margitta Gummel 17,05 m               | Marita Lange 16,96 m         |
| 1969    | Nadezhda Chizhova 20,43 m (WR)  | Margitta Gummel 19,58 m               | Marita Lange 18,56 m         |
| 1971    | Nadezhda Chizhova 20,16 m       | Marita Lange 19,25 m                  | Margitta Gummel 19,22 m      |
| 1974    | Nadezhda Chizhova 20,78 m (CR)  | Marianne Adam 20,43 m                 | Helena Fibingerová 20,33 m   |
| 1978    | Ilona Slupianek 21,41 m (CR)    | Helena Fibingerová 20,86 m            | Margitta Dröse 20,58 m       |
| 1982    | Ilona Slupianek 21,59 m (CR)    | Helena Fibingerová 20,94 m            | Nina Abashidze 20,82 m       |
| 1986    | Heidi Krieger 21,10 m           | Ines Müller 20,81 m                   | Natalya Akhrimenko 20,68 m   |
| 1990    | Astrid Kumbernuss 20,38 m       | Natalya Lisovskaya 20,06 m            | Kathrin Neimke 19,96 m       |
| 1994    | Vita Pavlysh 19,61 m            | Astrid Kumbernuss 19,49 m             | Svetla Mitkova 19,45 m       |
| 1998    | Vita Pavlysh 21,69 m (CR)       | Irina Korzhanenko 19,71 m             | Yanina Karolchyk 19,23 m     |
| 2002    | Irina Korzhanenko 20,64 m       | Vita Pavlysh 20,02 m                  | Svetlana Krivelyova 19,56 m  |
| 2006    | Natallia Mikhnevich 19,43 m     | Petra Lammert 19,17 m                 | Olga Ryabinkina 19,02 m      |
| 2010    | Anna Avdeyeva 19,39 m           | Yanina Pravalinskay-Karolchyk 19,29 m | Olga Ivanova 19,02 m         |
| 2012    | Nadine Kleinert 19,18 m         | Irina Tarasova 18,91 m                | Chiara Rosa 18,47 m          |
| 2014    | Christina Schwanitz 19,90 m     | Yevgeniya Kolodko 19,39 m             | Anita Márton 19,04 m         |
| 2016    | Christina Schwanitz 20,17 m     | Anita Márton 18,72 m                  | Emel Dereli 18,22 m          |
| 2018    | Paulina Guba 19,33 m            | Christina Schwanitz 19,19 m           | Aliona Dubitskaya 18,81 m    |
| 2022    | Jessica Schilder 20,24 m        | Auriol Dongmo 19,82 m                 | Jorinde van Klinken 18,94 m  |
| 2024    | Jessica Schilder 18,77 m        | Jorinde van Klinken 18,67 m           | Yemisi Ogunleye 18,62 m      |

## Records des championnats

### Hommes
| Performance | Athlète                  | Lieu      | Date               | Record |
| ----------- | ------------------------ | --------- | ------------------ | ------ |
| 15,19 m     | Arnold Viiding           | Turin     | 9 septembre 1934   |        |
| 15,19 m     | Risto Kuntsi             | Turin     | 9 septembre 1934   |        |
| 15,44 m     | Gerhard Stöck            | Paris     | 4 septembre 1938   |        |
| 15,45 m     | Hans Woellke             | Paris     | 4 septembre 1938   |        |
| 15,83 m     | Aleksander Kreek         | Paris     | 4 septembre 1938   |        |
| 16,29 m     | Gunnar Huseby            | Bruxelles | 25 août 1950       |        |
| 16,74 m     | Gunnar Huseby            | Bruxelles | 25 août 1950       |        |
| 17,08 m     | Jiri Skobla              | Berne     | 27 août 1954       |        |
| 17,20 m     | Jiri Skobla              | Berne     | 27 août 1954       |        |
| 17,33 m     | Viktor Lipsnis           | Stockholm | 23 août 1958       |        |
| 17,47 m     | Viktor Lipsnis           | Stockholm | 23 août 1958       |        |
| 17,78 m     | Arthur Rowe              | Stockholm | 23 août 1958       |        |
| 18,00 m     | Viktor Lipsnis           | Belgrade  | 14 septembre 1962  |        |
| 18,67 m     | Vilmos Varju             | Belgrade  | 14 septembre 1962  |        |
| 19,02 m     | Vilmos Varju             | Belgrade  | 14 septembre 1962  |        |
| 19,05 m     | Vilmos Varju             | Budapest  | 2 septembre 1966   |        |
| 19,43 m     | Vilmos Varju             | Budapest  | 2 septembre 1966   |        |
| 19,51 m     | Heinz-Joachim Rothenburg | Athènes   | 17 septembre 1969  |        |
| 19,51 m     | Hans-Peter Gies          | Athènes   | 17 septembre 1969  |        |
| 19,72 m     | Dieter Hoffmann          | Athènes   | 17 septembre 1969  |        |
| 20,12 m     | Dieter Hoffmann          | Athènes   | 17 septembre 1969  |        |
| 20,63 m     | Hartmut Briesenick       | Helsinki  | 13 août 1971       |        |
| 20,81 m     | Hartmut Briesenick       | Helsinki  | 13 août 1971       |        |
| 21,08 m     | Hartmut Briesenick       | Helsinki  | 13 août 1971       |        |
| 21,08 m     | Udo Beyer                | Prague    | 1er septembre 1978 |        |
| 21,50 m     | Udo Beyer                | Athènes   | 9 septembre 1982   |        |
| 21,58 m     | Werner Günthör           | Stuttgart | 28 août 1986       |        |
| 22,22 m     | Werner Günthör           | Stuttgart | 28 août 1986       |        |
| 22,45 m     | Leonardo Fabbri          | Rome      | 8 juin 2024        |        |

### Femmes
| Performance | Athlète            | Lieu      | Date              | Record |
| ----------- | ------------------ | --------- | ----------------- | ------ |
| 13,29 m     | Hermine Schröder   | Vienne    | 17 septembre 1938 |        |
| 14,16 m     | Tatyana Sevryukova | Oslo      | 22 août 1946      |        |
| 14,20 m     | Anna Andreyeva     | Bruxelles | 23 août 1950      |        |
| 14,32 m     | Anna Andreyeva     | Bruxelles | 23 août 1950      |        |
| 14,53 m     | Tamara Tyshkevich  | Berne     | 26 août 1954      |        |
| 14,72 m     | Maria Kuznetsova   | Berne     | 26 août 1954      |        |
| 15,38 m     | Galina Zybina      | Berne     | 26 août 1954      |        |
| 15,65 m     | Galina Zybina      | Berne     | 26 août 1954      |        |
| 15,74 m     | Marianne Werner    | Stockholm | 23 août 1958      |        |
| 16,72 m     | Tamara Press       | Belgrade  | 12 septembre 1962 |        |
| 16,73 m     | Galina Zybina      | Belgrade  | 12 septembre 1962 |        |
| 16,91 m     | Renate Garisch     | Belgrade  | 12 septembre 1962 |        |
| 18,55 m     | Tamara Press       | Belgrade  | 12 septembre 1962 |        |
| 19,00 m     | Margitta Gummel    | Athènes   | 16 septembre 1969 |        |
| 20,10 m     | Nadezhda Chizhova  | Athènes   | 16 septembre 1969 |        |
| 20,43 m     | Nadezhda Chizhova  | Athènes   | 16 septembre 1969 |        |
| 20,43 m     | Marianne Adam      | Rome      | 2 septembre 1974  |        |
| 20,78 m     | Nadezhda Chizhova  | Rome      | 2 septembre 1974  |        |
| 20,86 m     | Helena Fibingerova | Prague    | 30 août 1978      |        |
| 20,87 m     | Ilona Slupianek    | Prague    | 30 août 1978      |        |
| 21,41 m     | Ilona Slupianek    | Prague    | 30 août 1978      |        |
| 21,59 m     | Ilona Slupianek    | Athènes   | 6 septembre 1982  |        |
| 21,69 m     | Vita Pavlysh       | Budapest  | 20 août 1998      |        |